# Pietro 2. Candiano
Pietro 2. Candiano (ca. 872 – 939) var den 19. doge i Venedig mellem 932 og 939.  Han efterfulgte sin far, Pietro 1. Candiano (887), Pietro Tribuno (888–912) og Orso 2. Participazio (912–932).  
Han indledte den venetianske politik med ekspansion på fastlandet efter 932. Candiano 2. indledte en bitter økonomisk blokade mod Istrien tidligt i sin embedstid. Han nedbrændte Venedigs nabo og potentielle rival, Comacchio, til grunden efter en mindre diplomatisk episode. Han giftede sig med Arcielda Candiano. 